# Buckaroo
Buckaroo is een Nederlandse Payment Service Provider die werd opgericht in 2005 en is gevestigd in Utrecht. In januari 2021 heeft Buckaroo een kantoor geopend in Brussel, België.

## Geschiedenis
Buckaroo verwerkt betalingen van onder meer bedrijven, goede doelen en webwinkels. Het bedrijf was in 2006 de eerste aanbieder van iDEAL in Nederland. In 2011 werd door De Nederlandsche Bank (DNB) een vergunning afgegeven om te mogen opereren als betaalinstelling. Het jaar erop werd het bedrijf overgenomen door Intrum Justitia.
In 2014 besloot Buckaroo op aandringen van DNB om geen diensten meer te verlenen aan gokbedrijven waarvan de licentie niet in orde was. Aanleiding waren de verdenkingen tegen een oud-bestuurder van Buckaroo vanwege witwassen en fiscale fraude. Deze zaak leidde tot een bestuurscrisis binnen het bedrijf. Op 1 oktober 2014 trad Andre Valkenburg aan als nieuwe directeur.
Eind 2018 werd Paul Scholten benoemd tot nieuwe directeur.
In maart 2021 heeft Buckaroo, na officiële goedkeuring van De Nederlandsche Bank, branchegenoot Sisow overgenomen. Sisow gaat nu verder onder de naam 'Sisow by Buckaroo'. In december 2021 werd bekend dat Buckaroo door eigenaar BlackFin Capital Partners werd verkocht aan Keensight Capital.
In 2022 startte Buckaroo met de sponsoring van de wielerploeg BEAT Cycling.